# 800 mètres masculin aux Jeux olympiques d'été de 2016 (athlétisme)
Pour un article plus général, voir Athlétisme aux Jeux olympiques d'été de 2016.
Navigation
Londres 2012 Tokyo 2020
L'épreuve du 800 mètres masculin aux Jeux olympiques de 2016 se déroule du 12 au 15 août 2016 au Stade olympique de Rio de Janeiro, au Brésil. Elle est remportée par le Kényan David Rudisha en 1 min 42 s 15.

## Records
Avant cette compétition, les records dans cette discipline étaient les suivants :
| Record du monde  | 1 min 40 s 91 | David Rudisha | Kenya | 9 août 2012 | Londres |
| Record olympique | 1 min 40 s 91 | David Rudisha | Kenya | 9 août 2012 | Londres |

## Médaillés
| Or            | Argent            | Bronze         |
| David Rudisha | Taoufik Makhloufi | Clayton Murphy |

## Résultats

### Finale
| Rang               | Athlète               | Pays       | Temps         | Notes |
| ------------------ | --------------------- | ---------- | ------------- | ----- |
| Médaille d'or      | David Rudisha         | Kenya      | 1 min 42 s 15 | SB    |
| Médaille d'argent  | Taoufik Makhloufi     | Algérie    | 1 min 42 s 61 | NR    |
| Médaille de bronze | Clayton Murphy        | États-Unis | 1 min 42 s 93 | PB    |
| 4                  | Pierre-Ambroise Bosse | France     | 1 min 43 s 41 | SB    |
| 5                  | Ferguson Rotich       | Kenya      | 1 min 43 s 55 | SB    |
| 6                  | Marcin Lewandowski    | Pologne    | 1 min 44 s 20 | SB    |
| 7                  | Alfred Kipketer       | Kenya      | 1 min 46 s 02 |       |
| 8                  | Boris Berian          | États-Unis | 1 min 46 s 15 |       |

### Demi-finales
Les 2 premiers de chaque série (Q) et les deux meilleurs temps (q) accèdent à la finale.

#### Demi-finale 1
| Rang | Athlète               | Pays            | Temps   | Notes |
| ---- | --------------------- | --------------- | ------- | ----- |
| 1    | Pierre-Ambroise Bosse | France          | 1:43.85 | Q, SB |
| 2    | Taoufik Makhloufi     | Algérie         | 1:43.85 | Q, SB |
| 3    | Marcin Lewandowski    | Pologne         | 1:44.56 | q,SB  |
| 4    | Ferguson Rotich       | Kenya           | 1:44.65 | q     |
| 5    | Mostafa Smaili        | Maroc           | 1:45.78 |       |
| 6    | Kléberson Davide      | Brésil          | 1:46.19 |       |
| 7    | Andrés Arroyo         | Porto Rico      | 1:46.74 |       |
| 8    | Michael Rimmer        | Grande-Bretagne | 1:46.80 |       |

#### Demi-finale 2
| Rang | Athlète                | Pays               | Temps   | Notes |
| ---- | ---------------------- | ------------------ | ------- | ----- |
| 1    | Alfred Kipketer        | Kenya              | 1:44.38 | Q     |
| 2    | Boris Berian           | États-Unis         | 1:44.56 | Q     |
| 3    | Yassine Hathat         | Algérie            | 1:44.81 | PB    |
| 4    | Amel Tuka              | Bosnie-Herzégovine | 1:45.24 |       |
| 5    | Reinhardt van Rensburg | Afrique du Sud     | 1:45.33 | PB    |
| 6    | Brandon McBride        | Canada             | 1:45.41 |       |
| 7    | Andreas Bube           | Danemark           | 1:45.87 | SB    |
| 8    | Mohammed Aman          | Éthiopie           | 1:46.14 |       |

#### Demi-finale 3
| Rang | Athlète            | Pays       | Temps   | Notes |
| ---- | ------------------ | ---------- | ------- | ----- |
| 1    | David Rudisha      | Kenya      | 1:43.88 | Q     |
| 2    | Clayton Murphy     | États-Unis | 1:44.30 | Q, PB |
| 3    | Adam Kszczot       | Pologne    | 1:44.70 |       |
| 4    | Ayanleh Souleiman  | Djibouti   | 1:45.19 |       |
| 5    | Mark English       | Irlande    | 1:45.93 |       |
| 6    | Giordano Benedetti | Italie     | 1:46.41 | SB    |
| 7    | Amine Belferar     | Algérie    | 1:46.55 |       |
| 8    | Hamada Mohamed     | Égypte     | 1:48.17 |       |

### Séries
Les 3 premiers de chaque série (Q) et les 3 meilleurs temps (q) se qualifient pour les demi-finales.

#### Série 1
| Rang | Athlète           | Pays               | Temps   | Notes |
| ---- | ----------------- | ------------------ | ------- | ----- |
| 1    | Ayanleh Souleiman | Djibouti           | 1:45.48 | Q     |
| 2    | Amel Tuka         | Bosnie-Herzégovine | 1:45.72 | Q     |
| 3    | Boris Berian      | États-Unis         | 1:45.87 | Q     |
| 4    | Kléberson Davide  | Brésil             | 1:46.14 | q     |
| 5    | Žan Rudolf        | Slovénie           | 1:46.93 | SB    |
| 6    | Antoine Gakeme    | Burundi            | 1:47.46 |       |
| 7    | Musa Hajdari      | Kosovo             | 1:48.41 |       |
| NC   | Abraham Rotich    | Bahreïn            | 1:46.80 | DQ    |

#### Série 2
| Rang | Athlète          | Pays       | Temps   | Notes |
| ---- | ---------------- | ---------- | ------- | ----- |
| 1    | Adam Kszczot     | Pologne    | 1:45.83 | Q     |
| 2    | Ferguson Rotich  | Kenya      | 1:46.00 | Q     |
| 3    | Andrés Arroyo    | Porto Rico | 1:46.17 | Q     |
| 4    | Hamada Mohamed   | Égypte     | 1:46.65 | q     |
| 5    | Rafith Rodríguez | Colombie   | 1:46.65 | SB    |
| 6    | Boitumelo Masilo | Botswana   | 1:48.48 |       |
| 7    | Luke Mathews     | Australie  | 1:50.17 |       |
| 8    | Brice Etès       | Monaco     | 1:50.40 |       |

#### Série 3
| Rang | Athlète                | Pays               | Temps   | Notes |
| ---- | ---------------------- | ------------------ | ------- | ----- |
| 1    | David Rudisha          | Kenya              | 1:45.09 | Q     |
| 2    | Reinhardt van Rensburg | Afrique du Sud     | 1:45.67 | Q, SB |
| 3    | Michael Rimmer         | Grande-Bretagne    | 1:45.99 | Q     |
| 4    | Clayton Murphy         | États-Unis         | 1:46.18 | q     |
| 5    | Jinson Johnson         | Inde               | 1:47.27 |       |
| 6    | Anthony Romaniw        | Canada             | 1:47.59 |       |
| 7    | Lutimar Paes           | Brésil             | 1:48.38 |       |
| 8    | Benjamín Enzema        | Guinée équatoriale | 1:52.14 |       |
| 9    | Alex Beddoes           | Îles Cook          | 1:52.76 | PB    |

#### Série 4
| Rang | Athlète          | Pays              | Temps   | Notes |
| ---- | ---------------- | ----------------- | ------- | ----- |
| 1    | Alfred Kipketer  | Kenya             | 1:46.61 | Q     |
| 2    | Andreas Bube     | Danemark          | 1:46.67 | Q     |
| 3    | Yassine Hathat   | Algérie           | 1:46.81 | Q     |
| 4    | Álvaro de Arriba | Espagne           | 1:46.86 |       |
| 5    | Wesley Vázquez   | Porto Rico        | 1:46.96 |       |
| 6    | Charles Jock     | États-Unis        | 1:47.06 |       |
| 7    | Elliot Giles     | Grande-Bretagne   | 1:47.88 |       |
| 8    | Yiech Biel       | Athlètes réfugiés | 1:54.67 |       |
| NC   | Joshua Ilustre   | Guam              | 1:58.85 | DQ    |

#### Série 5
| Rang | Athlète            | Pays           | Temps   | Notes |
| ---- | ------------------ | -------------- | ------- | ----- |
| 1    | Taoufik Makhloufi  | Algérie        | 1:49.17 | Q     |
| 2    | Mostafa Smaili     | Maroc          | 1:49.29 | Q     |
| 3    | Giordano Benedetti | Italie         | 1:49.40 | Q     |
| 4    | Sho Kawamoto       | Japon          | 1:49.41 |       |
| 5    | Jacob Rozani       | Afrique du Sud | 1:49.79 |       |
| 6    | Jozef Repčík       | Slovaquie      | 1:49.95 |       |
| 7    | Nijel Amos         | Botswana       | 1:50.46 |       |
| 8    | Kevin López        | Espagne        | 1:53.41 |       |

#### Série 6
| Rang | Athlète                 | Pays      | Temps   | Notes |
| ---- | ----------------------- | --------- | ------- | ----- |
| 1    | Brandon McBride         | Canada    | 1:45.99 | Q     |
| 2    | Marcin Lewandowski      | Pologne   | 1:46.35 | Q     |
| 3    | Mark English            | Irlande   | 1:46.40 | Q     |
| 4    | Jeff Riseley            | Australie | 1:46.93 |       |
| 5    | Abubaker Haydar Abdalla | Qatar     | 1:47.81 |       |
| 6    | Pol Moya                | Andorre   | 1:48.88 |       |
| 7    | Alex Amankwah           | Ghana     | 1:50.33 |       |
| NC   | Abdelati El Guesse      | Maroc     | NC      | DNF   |

#### Série 7
| Rang | Athlète                  | Pays                      | Temps   | Notes |
| ---- | ------------------------ | ------------------------- | ------- | ----- |
| 1    | Pierre-Ambroise Bosse    | France                    | 1:48.12 | Q     |
| 2    | Mohammed Aman            | Éthiopie                  | 1:48.33 | Q     |
| 3    | Amine Belferar           | Algérie                   | 1:48.40 | Q     |
| 4    | Daniel Andújar           | Espagne                   | 1:48.50 |       |
| 5    | Charles Grethen          | Luxembourg                | 1:48.93 |       |
| 6    | Peter Bol                | Australie                 | 1:49.36 |       |
| 7    | Francky-Edgard Mbotto    | République centrafricaine | 1:52.97 |       |
| NC   | Musaeb Abdulrahman Balla | Qatar                     | NC      | DNS   |

## Légende
Records et Performances
- AR : Record continental (area record)
- CR : Record des championnats (championship record)
- MR : Record du meeting (meet record)
- NR : Record national (national record)
- OR : Record olympique (olympic record)
- PR : Record paralympique (paralympic record)
- PB : Record personnel (personal best)
- SB : Meilleure performance personnelle de la saison (season's best)
- WL : Meilleure performance mondiale de l'année (world leader)
- WJR : Record du monde junior (world junior record)
- WR : Record du monde (world record)

Circonstances et Conditions
- DNF : N'a pas terminé (did not finish)
- DNS : N'a pas pris le départ (did not start)
- DQ : Disqualification (disqualification)
- NM : Aucun essai valable enregistré (No Mark)
- Q : Qualifié « directement » au prochain tour (ou à la prochaine compétition), lors d'une compétition majeure, grâce au classement ou à la réalisation des minima (automatic qualifier)
- q : Qualifié au prochain tour (ou à la prochaine compétition), lors d'une compétition majeure, grâce au repêchage ou à la réalisation de l'une des meilleures performances parmi celles des « non qualifiés directement » (grâce au meilleur temps ou à la meilleure distance par exemple) (secondary qualifier)